# Помежин
Помежин (пол. Pomierzyn, нім. Pammin) — село в Польщі, у гміні Каліш-Поморський Дравського повіту Західнопоморського воєводства.
Населення — 510 осіб (2011).
У 1975-1998 роках село належало до Кошалінського воєводства.

## Демографія
Демографічна структура станом на 31 березня 2011 року:
|          | Загалом | Допрацездатний вік | Працездатний вік | Постпрацездатний вік |
| -------- | ------- | ------------------ | ---------------- | -------------------- |
| Чоловіки | 261     | 63                 | 182              | 16                   |
| Жінки    | 249     | 64                 | 140              | 45                   |
| Разом    | 510     | 127                | 322              | 61                   |